# Violante Manuel
Violante Manuel (ca. 1265 — Lisboa, 1314) foi uma nobre castelhana, filha do infante Manuel de Castela, segundo varão do rei Fernando III, rei de Castela e Leão, e de Constança de Aragão, filha do rei Jaime I, o Conquistador. Foi senhora de Elda, Novelda, Medellín e de metade de Peñafiel.

## Origens familiares
Por parte paterna era neta de Fernando III, rei de Leão e Castela, e da sua primeira esposa, a rainha Beatriz da Suábia. Por linha materna os seus avós eram Jaime I de Aragão, dito o Conquistador, e a sua esposa, a rainha Iolanda da Hungria. Foi irmã de D. Afonso Manuel, bem como meia-irmã de D. João Manuel de Castela (1282-1348), o célebre escritor medieval e magnate castelhano.

## Biografia
D. Violante terá nascido pelo ano de 1265, tendo contraído matrimónio em 1287 con o infante Afonso de Portugal, filho de Afonso III de Portugal, e senhor de Portalegre, Castelo de Vide, Arronches, Marvão e Lourinhã. Em 1305, como parte das cláusulas do Tratado de Elche, Fernando IV de Castela, entrega-lhe o senhorio de Medellín.
Seu marido faleceu na cidade de Lisboa em 2 de novembro de 1312, onde D. Violante também faleceu dois anos depois, em 1314.

## Sepultura de Violante Manuel
D. Violante foi sepultada no Convento de São Domingos, em Lisboa, destruído pelo Terremoto de Lisboa de 1755, junto a seu marido, o infante D. Afonso que, como víramos, falecera em 1312.

## Matrimónio e descendência
Do seu casamento com D. Afonso, realizado em 1287, nasceram um filho e quatro filhas:
1. Afonso de Portugal, Senhor de Leiria (1288-1300);
2. Maria de Portugal (1290-?); casada, pela primeira vez, com Tello Alfonso de Meneses, senhor de Meneses, e em segundas núpcias, com Fernando Díaz de Haro;
3. Isabel de Portugal (c.1292 -?), casada com João, o Torto, filho do infante João de Castela, senhor de Valencia de Campos;
4. Constança de Portugal (c.1294? -?), que contraíu matrimónio, não consumado, com Nuño González de Lara, filho de Juan Núñez de Lara III, o Velho;
5. Beatriz de Portugal (1300 -?), casada com Pedro Fernandes de Castro, o da Guerra, senhor de Lemos e filho de Fernando Rodrigues de Castro.